# Humbert IV de Salins
Humbert IV de Salins, (? - après 1173), seigneur de Salins, il succède à son frère Gaucher III de Salins en 1175 car celui-ci n'a pas eu de descendance masculine.

## Biographie
Humbert IV de Salins est le second fils d'Humbert III de Salins et le frère cadet de Gaucher III. Il avait des rentes sur les salines et des terres des environs de Salins. 
Mariage et succession :

Son épouse est inconnue et il ne semble pas qu'il ait eu une descendance. Après lui la seigneurie de Salins fut reprise par Géraud Ier de Mâcon époux de Maurette, nièce d'Humbert IV et fille de Gaucher III de Salins.

## Sources